# Тим Овенс
Тим Овенс (енгл. Tim Owens; рођен 13. септембра 1967. у Акрону, Охајо), познат као „Рипер“, је био вокалиста Џудас приста док није отпуштен 2002. године. Такође је био певач састава Ајсд Ерт.
Недавно је основао састав Бијонд Фир, чији је први албум изашао у мају 2006.